# Geronimo’s Cadillac
Geronimo’s Cadillac ist ein Euro-Disco-Lied von Modern Talking aus dem Jahr 1986, das von Dieter Bohlen geschrieben und produziert wurde. Der Titel erschien im Oktober 1986 vorab als erste Single aus dem Album In the Middle of Nowhere.

## Geschichte

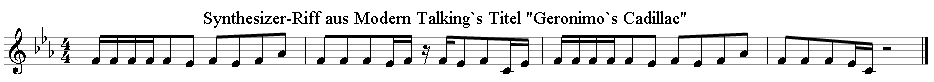
E-Gitarren und Synthesizer-Riff aus Geronimos Cadillac

In der Handlung des Liedes steht ein Protagonist namens Geronimo, der mit seinem Cadillac den Frauen reihenweise den Kopf verdreht, im Mittelpunkt. Der Sänger warnt die Frauen davor, sich nicht von Geronimo um den Finger wickeln zu lassen, da er diese nur für seine Zwecke benutzt.
Die Veröffentlichung fand am 6. Oktober 1986 statt. Während dies der erste Song von Modern Talking ist, der nicht Platz eins in Deutschland erreichte, wurde er in Spanien, Griechenland und Israel ein Nummer-eins-Hit. Am 6. Dezember 1986 führten Modern Talking den Song in Peters Pop Show im ZDF vor einem Millionenpublikum auf.
1998 erschien ein Remix des Musikstücks auf dem Album Back for Good.

## Musikvideo
In der Handlung des Musikvideos stellen Modern Talking das Lied in einem Studio mit einem 1958er Cadillac Eldorado zur Unterstreichung des Titels dar. Auch hinter den beiden ist ein Tipi zu sehen, da Geronimo ein bekannter amerikanischer Ureinwohner war. Es werden vielseitige Lichteffekte sowohl an Dieter und Thomas als auch an dem Cadillac gezeigt, wie ein gebrochenes Herz, ein Regenbogen und eine Spielfigur.

## Chartplatzierungen
| ChartsChartplatzierungen | Höchstplatzierung | Wochen/ Monate |
| ------------------------ | ----------------- | -------------- |
| Deutschland (GfK)        | 3 (11 Wo.)        | 11 Wo.         |
| Österreich (Ö3)          | 3 (3,5 Mt.)       | 3,5 Mt.        |
| Schweiz (IFPI)           | 6 (7 Wo.)         | 7 Wo.          |

## Coverversionen
- 1987: Saragossa Band
- 1997: C. C. Catch
- 2016: Thomas Anders